# فیوز تی‌وی
فیوز تی‌وی (انگلیسی: Fuse) شرکت رسانه‌ای آمریکایی است، که در سال ۱۹۹۴ تأسیس شد.